# Ascotricha pusilla
Ascotricha pusilla är en svampart som först beskrevs av Ellis & Everh., och fick sitt nu gällande namn av Chivers 1915. Ascotricha pusilla ingår i släktet Ascotricha och familjen kolkärnsvampar.   Inga underarter finns listade i Catalogue of Life.